# Chiesa di Santa Maria della Stella (Albano Laziale)
La chiesa di Santa Maria della Stella è una chiesa cattolica di Albano Laziale, in provincia di Roma, nella sede suburbicaria di Albano.
In passato si era ritenuto che sul luogo della chiesa fosse sorto in età romana un tempio dedicato al dio Esculapio.
Nell'area sottostante la chiesa, esisteva una necropoli, poi utilizzata anche per sepolture cristiane, che si estesero poi in una più antica cava di pozzolana (catacombe di San Senatore). Sulle catacombe venne eretto un romitorio dedicato a san Senatore. Successivamente, nel 1565, Fabrizio e Cristoforo Savelli, signori di Albano, eressero al posto del romitorio una chiesa, stabilendovi un convento di padri carmelitani.

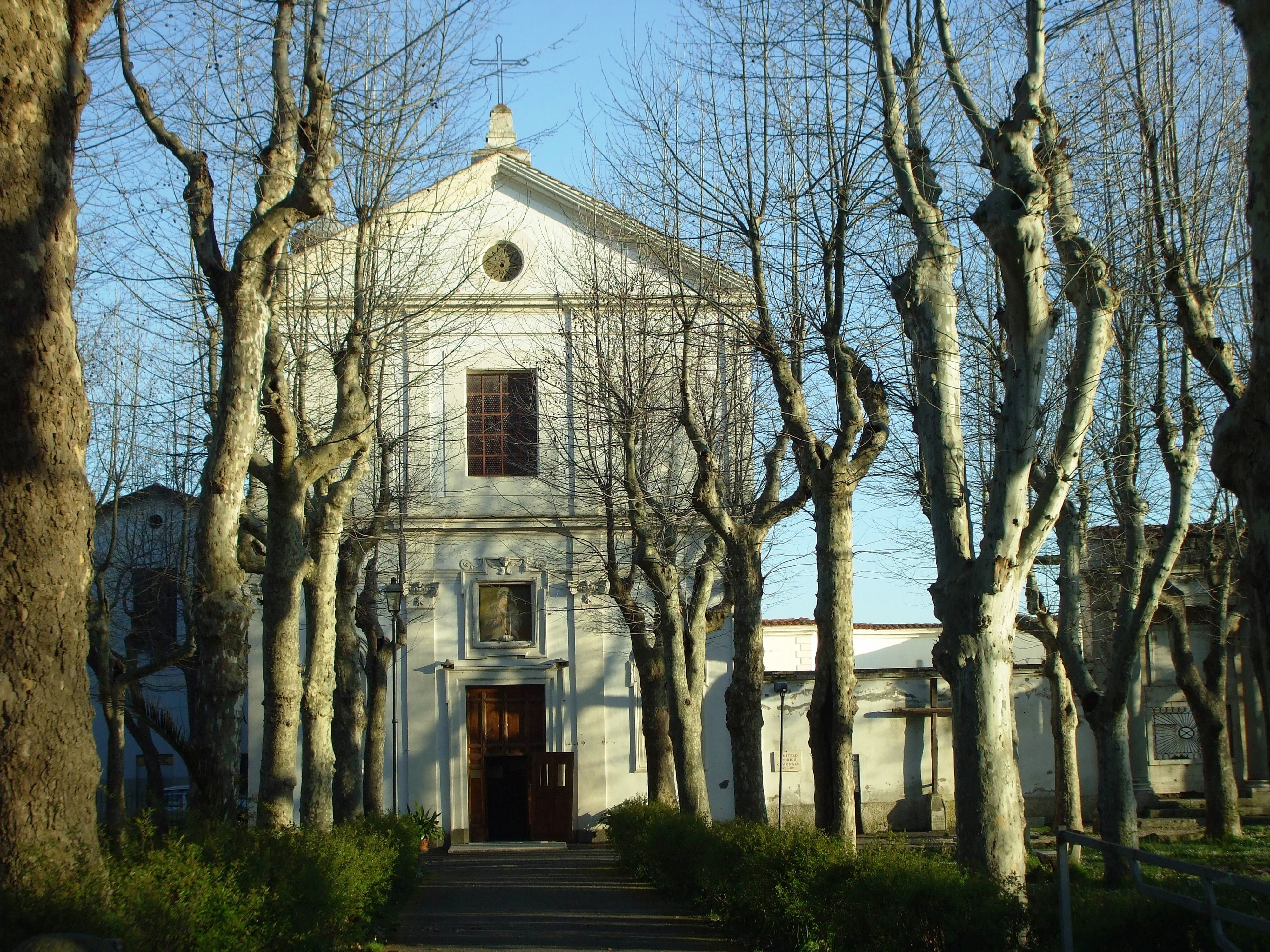
La facciata

Nel 1687 la chiesa ed il convento furono rimaneggiati, con il contributo del comune di Albano. L'altare maggiore, ornato con marmi policromi del XVIII secolo, è come il resto delle decorazioni della chiesa, di gusto barocco. Alle spalle dell'altare si eleva una struttura con timpano, la quale racchiude al centro il quadro della Madonna con Bambino contornato da angeli. Il manto della Vergine è ornato da una stella, e da ciò deriva il nome della chiesa.
Quattro statue in gesso sormontano il muro che divide a metà il presbiterio; sulla parete di fondo vi è lo stemma dei principi Savelli.
Nella chiesa nel 1867 fu sepolta la regina delle Due Sicilie Maria Teresa Isabella d'Asburgo-Lorena seconda moglie del re Ferdinando II, morta di colera insieme all'ultimo suo figlio.
Accanto alla chiesa è posto il cimitero storico comunale, il cui accesso originario, costituito da un portale classico con colonne di granito e marmi bianchi, conserva l'iscrizione recante l'anno della sua consacrazione, il 1833.